# Bilka A/S
Bilka A/S ist eine dänische SB-Warenhaus-Kette innerhalb der Salling Group, zu der neben Bilka auch Føtex, Netto und Salling gehören. Die Bilka-Kette besteht aus 18 Filialen (2018).
Der Name Bilka geht möglicherweise auf den Gründer Herman Salling zurück. Bei einem Aufenthalt in der Bundesrepublik soll ihn das Konzept der Niedrigpreiswarenhäuser Bilka (Billiges Kaufhaus) überzeugt haben. Nach Hermann Salling selbst beruht der Name seiner Warenhäuser auf der Geschäftsidee, auf der grünen Wiese außerhalb der Innenstädte Verbrauchermärkte mit Parkplätzen zu errichten, um Kunden mit Auto (dän. bil) anzusprechen: Bil Ka. Das erste Warenhaus eröffnete 1970 in Aarhus-Tilst. Seither sind vor allem in Jütland weitere Filialen errichtet worden.

## Standorte
Bilka-Warenhäuser gibt es in:
| Region             | Anzahl | Ort                                               |
| ------------------ | ------ | ------------------------------------------------- |
| Region Hovedstaden | 3      | Hillerød, Ishøj, København-Ørestad                |
| Region Sjælland    | 3      | Hundige, Næstved, Slagelse                        |
| Region Syddanmark  | 5      | Esbjerg, Kolding, Odense, Sønderborg, Vejle       |
| Region Midtjylland | 5      | Herning, Holstebro, Horsens, Viborg, Aarhus-Tilst |
| Region Nordjylland | 2      | Aalborg-Skalborg, Hjørring (A-Z)                  |